# Hedysarum dahuricum
Hedysarum dahuricum är en ärtväxtart som beskrevs av Boris Fedtjenko. Hedysarum dahuricum ingår i släktet buskväpplingar, och familjen ärtväxter. Inga underarter finns listade i Catalogue of Life.